# 請求
請求（せいきゅう）は他人に何らかの行為を要求することである。

## 日本法上の「請求」
日本における法律用語としては、以下の用例がある。

### 憲法上の「請求」
およそ人権とは国家に対し何らかの行為（作為又は不作為）を請求する権利であるが、裁判など一定の行為を請求する権利のことを講学上国務請求権と呼ぶことがある。請願権、裁判を受ける権利などがある。

### 民法上の「請求」
民法上、期限の定めのない債権の履行請求は債務者を履行遅滞（同法412条3項）にし（ただし同時履行の抗弁権がある場合は遅滞にならない）、また、時効中断事由となる（同法147条1号、裁判上の請求につき、同法149条）。
単に債務者に履行を働きかけることは催告と呼ばれ「請求」とは区別される。催告があると時効の完成が6カ月間猶予される同法153条1項）。なお催告は繰り返すことができない（同法153条2項）。

### 民事訴訟法上の「請求」
訴状には、「請求の趣旨及び原因」を記載せねばならない（民事訴訟法133条2項2号）。民事訴訟法上の「請求」は、訴訟上の請求と呼ばれる。訴訟上の請求とは、原告の被告に対する一定の権利主張である。
原告の被告に対する一定の権利主張の当否につき審判を求める申立てを訴えという。訴訟上の請求として主張される一定の権利を訴訟物（訴訟の目的物という意味）たる権利関係といい、この訴訟物たる権利関係をどのように捉えるのかによって、旧訴訟物理論と新訴訟物理論の対立がある。
なお、訴訟上の請求が、本体は「主張」であるにもかかわらず、請求と呼ばれているのは、給付訴訟、確認訴訟、形成訴訟の各訴訟類型のうち、給付請求権の主張である給付訴訟が最初に登場したという歴史的経緯に由来するものである。

### 刑事手続法上の「請求」
刑法92条の外国国章損壊罪は、外国政府の請求がなければ公訴を提起することができないとされている。つまり、「請求」は、親告罪における告訴などと類似する訴訟条件の一つである。